# Державний лад
Державний лад (англ. State system) — організація будь-якої держави, що охоплює як її політичну систему, державний устрій, систему державних органів, визначену основним законом — її конституцією, так і виборчу систему, основні положення щодо взаємовідносин держави і особи.

## Україна
Основи державного ладу України окреслено в «Загальних засадах» Конституції України (розділ І). Українська держава в 1-й та 2-й статті Конституції визначена суверенною, незалежною, демократичною, соціальною, правовою і унітарна. Форми прямого волевиявлення і народовладдя визначені в III розділі; регламентація діяльності органів державної влади — у розділах IV—VIII; основи місцевого територіального самоврядування — у XI розділі.